# Canyon Rim (Utah)
Canyon Rim  es un lugar designado por censo (census-designated place o CDP) en el condado de Salt Lake, estado de Utah, Estados Unidos. Es parte de Millcreek Township. Según el censo de 2000 la población era de 10.428 habitantes, con una pequeña disminución respecto a 1990, cuando contaba con 10.527 habitantes. Está localizado al sur de la autopista Interestatal 80 y la vecindad de Sugar House de Salt Lake City, cerca de la boca del cañón Parley.

## Geografía
Canyon Rim se encuentra en las coordenadas 40°42′23″N 111°49′31″O / 40.70639, -111.82528.
Según la oficina del censo de Estados Unidos, el CPD tiene un área totoal de 5,4 km². No tiene superficie cubierta de agua.

## Demografía
Según el censo de 2000, había 10.428 habitantes, 3.936 casas y 2.774 familias residían en el CPD. La densidad de población era 1.945,1 habitantes/km². Había 4.091 unidades de alojamiento con una densidad media de 763,1 unidades/km².
La máscara racial del CPD era 95,38% blanco, 0,54% afroamericano, 0,28% indio americano, 1,56% asiático, 0,32% de las islas del Pacífico, 0,74% de otras razas y 1,19% de dos o más razas. Los hispanos o latinos de cualquier raza eran el 2,40% de la población.
Había 3.936 casas, de las cuales el 30,1% tenía niños menores de 18 años, el 57,8% eran matrimonios, el 9,4% tenía un cabeza de familia femenino sin marido, y el 29,5% no eran familia. El 22,8% de todas las casas tenían un único residente y el 11,5% tenía sólo residentes mayores de 65 años. El promedio de habitantes por hogar era de 2,65 y el tamaño medio de familia era de 3,14.
El 25,1% de los residentes era menor de 18 años, el 10,0% tenía edades entre los 18 y 24 años, el 29,5% entre los 25 y 44, el 18,1% entre los 45 y 64, y el 17,2% tenía 65 años o más. La media de edad era 35 años. Por cada 100 mujeres había 95,7 hombres. Por cada 100 mujeres de 18 años o más, había 90,2 hombres.
El ingreso medio por casa en el CPD era de 51.416$, y el ingreso medio para una familia era de 57.445$. Los hombres tenían un ingreso medio de 41.888$ contra 30.354$ de las mujeres. Los ingresos per cápita para el CPD eran de 23.587$. Aproximadamente el 3,7% de las familias y el 5,8% de la población estaban por debajo del nivel de pobreza, incluyendo el 6,4% de menores de 18 años y el 4,1% de mayores de 65.
- Datos: Q1920150